# Estação Alcorcón Central

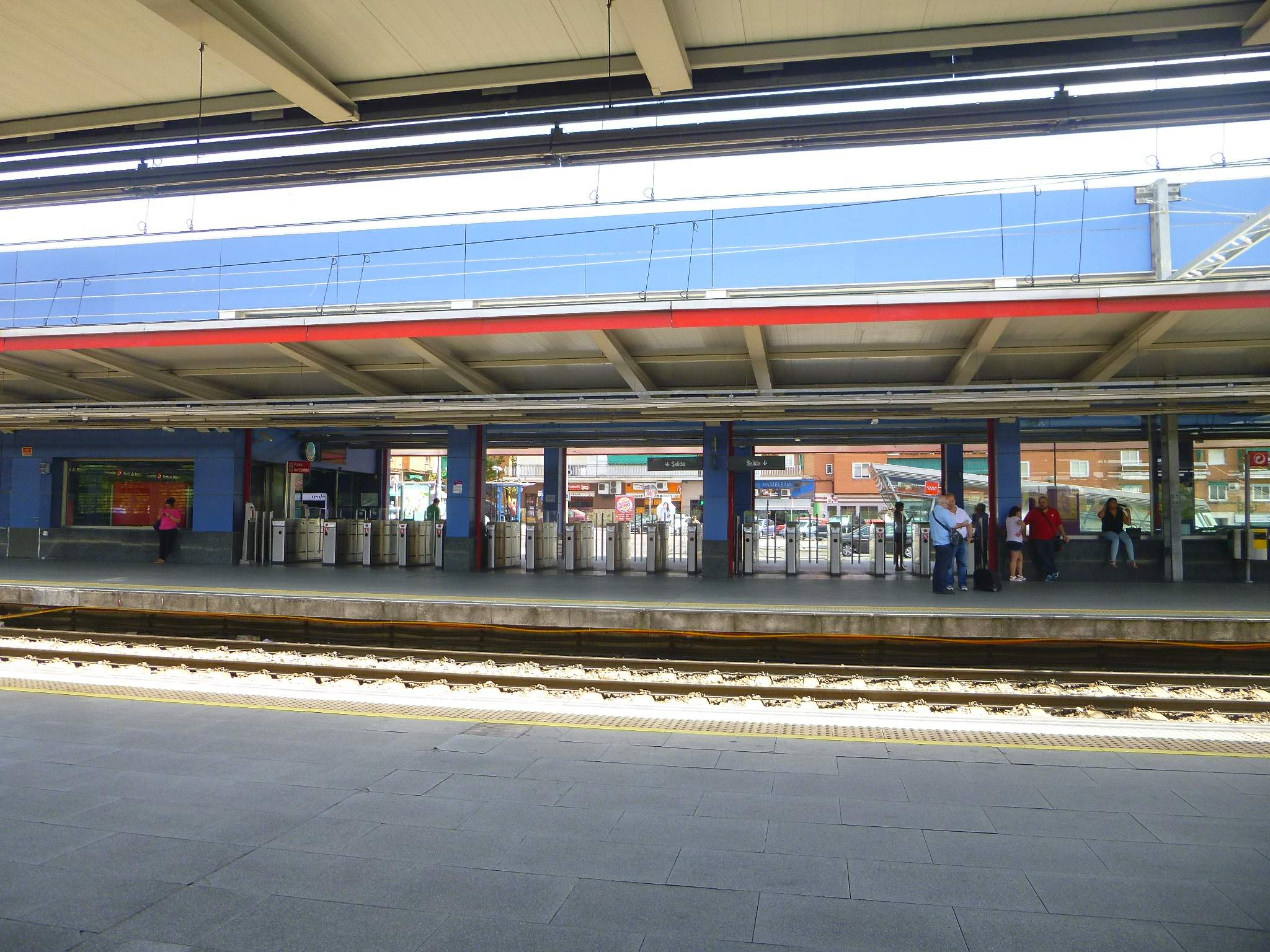
Plataforma de estação ferroviária.

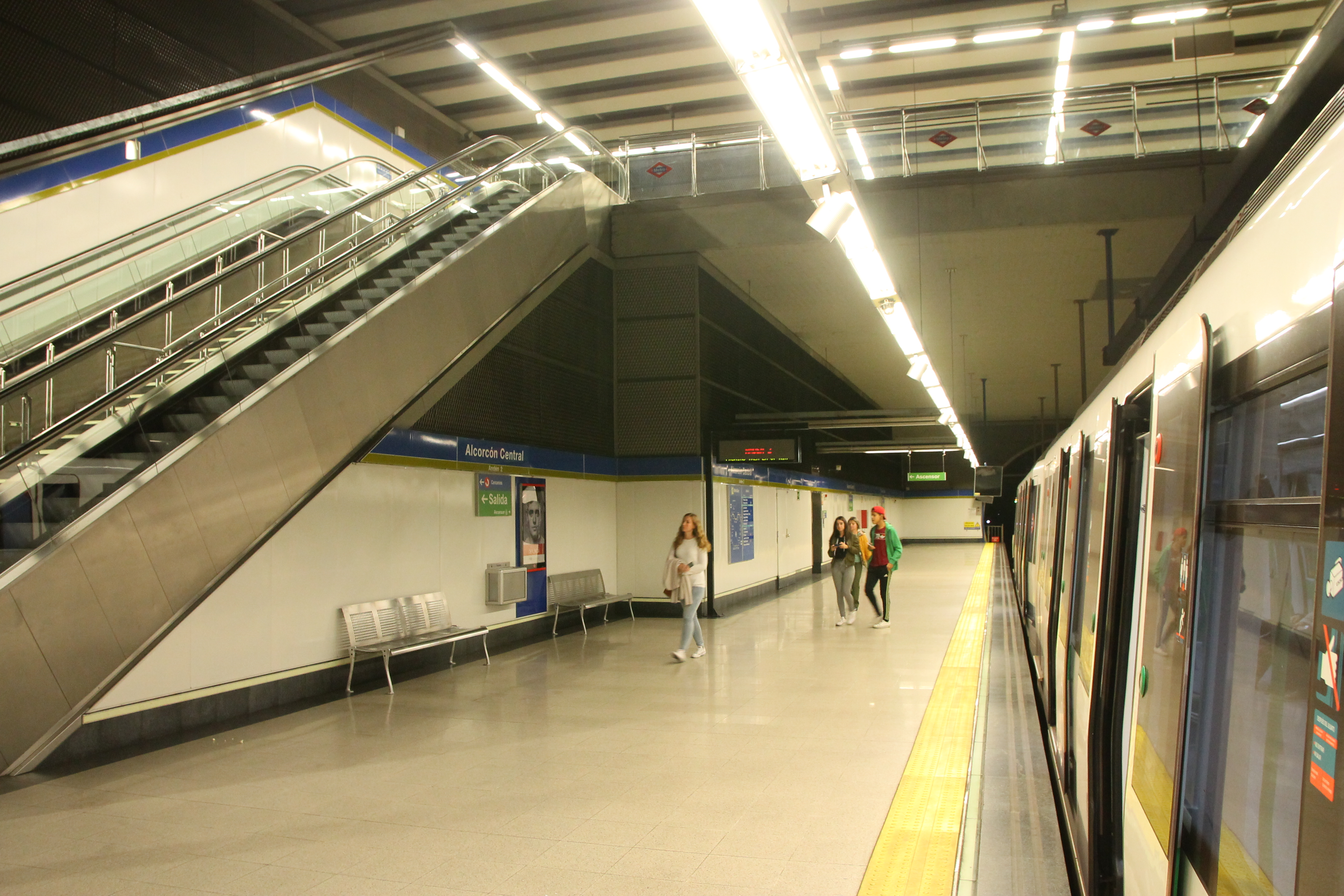
Plataforma de estação metroviária.

Alcorcón Central é uma estação e intercâmbiador de transporte de massa urbano entre o Metro de Madrid linha 12, Cercanías Madrid linha C-5 e várias linhas de ônibus urbanos e interurbanos que tem as suas paradas nos arredores das estações.

## Estação ferroviária
A estação faz parte da linha ferroviária de bitola ibérica Móstoles-Parla, localizada no km 15,1.

## Estação metroviária
A estação do metrô foi inaugurada ao público em 11 de abril de 2003 como parte da linha 12, mais conhecida como MetroSur. Apesar do adjetivo central, não está localizada no centro urbano do município de Alcorcón, embora estja próxima.